# Batman: The Man Who Laughs
Batman: The Man Who Laughs (рус. Бэтмен: Человек, который смеётся) — одиночный комикс Эда Брубейкера и Дага Манки, выпущенный в феврале 2005 года и собиравшийся стать логическим продолжением комикса Batman: Year One.
Комикс рассказывает историю первого столкновения Бэтмена и Джокера в обновленной вселенной после Кризиса. Сюжет берёт происхождение от оригинального появления Джокера в Batman #1 (1940 года). История «Образы» в Batman: Legends of the Dark Knight #50 (сентябрь 1993) — другой, альтернативный взгляд на ту же историю.
Заглавие комикса — в первую очередь, отсылка к роману Виктора Гюго «Человек, который смеётся», далее — к фильму «Человек, который смеётся», главный герой которого, сыгранный Конрадом Фейдтом, послужил прототипом Джокера.
История была переиздана, как в мягкой, так и в твердой обложке, вместе с историей комиксов Detective Comics #784-786, «Сделано из дерева» (описывающей сотрудничество Бэтмена с Аланом Скоттом, первым Зелёным Фонарём), также написанной Брубейкером с рисунками Патрика Зирчера.

## Сюжет
Капитан Джеймс Гордон и другие офицеры исследуют склад, наполненный изуродованными телами. Бэтмен появляется и беседует с Гордоном. Далее, Брюс Уэйн, находясь на званом вечере, разговаривает с приятелем-миллионером Генри Клариджем. В соседней комнате по телевизору идет передача, в которой женщина-репортер объявляет о ре-открытии клиники Аркхэм. Внезапно она начинает смеяться без остановки и вскоре умирает с лицом, аналогичным жертвам на складе. Джокер (на тот момент никак не представленный) вступает в кадр и объявляет, что в полночь он убьет Клэриджа.
Брюс покидает вечер и встречается с Гордоном в качестве Бэтмена в клинике Аркхэм. На стене одной из камер Джокер написал «Один за одним, они услышат мой зов. Затем этот грешный город падет, следуя по моим стопам.» Гордон установил стражу у Клэриджа дома для защиты. Клэридж начинает безудержно смеяться по мере того, как его лицо становится мертвенно бледным. Тем временем Джокер входит в Медицинский центр Уильямса. После убийства охраны, он вооружает заключённых и выпускает их на улицы Готэм-сити. Бэтмен прибывает и останавливает нескольких заключённых, открывая своё существование людям на улицах.
Пока Бэтмен занимается исследованиями в Бэт-пещере, Джокер снова появляется на телевидении, чтобы сделать схожую с предыдущей угрозу, на этот раз в сторону Джей В. Уайлда. Бэтмен выясняет, что Клэридж был убит ядом, действующим через определенный промежуток времени и сообщает Гордону, чтобы тот провел анализ крови Уайлда. Однако анализ ничего не показывает. Пока Гордон находится в особняке Уайлда с другими офицерами, а за окном полицейский вертолет терпит крушение. Вслед за этим появляется Джокер и выпускает дымовые бомбы с ядом в здание (на полицейских и Бэтмене были газовые маски). Бэтмен в какой-то момент ловит Джокера, но тот ускользает, убивая при этом Уайлда.
Брюс маскируется под репортера и идет на завод «Ace Chemical Processing». Находясь под прикрытием, он берёт интервью у нескольких рабочих, один из которых имеет белые участки кожи на лице, идентичные коже Джокера. Когда его спросили об этом, он ответил, что эти участки он получил из-за утечки химикатов, попавших ему на кожу. Он также упомянул другого рабочего, опустившего всю руку в чан с жидкостью, и что волосы на его руке окрасились в зелёный цвет.
Джокер делает ещё одно заявление на телевидении. В этот раз он планирует убить судью Томаса Лейка и Брюса Уэйна. Полицейские находятся в домах обоих; Гордон в доме Лейка. Брюс начинает смеяться и бледнеть, но его дворецкий, Альфред Пенниуорт, вкалывает ему лекарство, призванное замедлить сердечный ритм, чтобы замедлить течение яда. Тем временем банда вооружённых людей, одетых, как клоуны, въезжают на территорию Лейка и открывают стрельбу. Брюс, под воздействием яда, галлюцинирует о ночи, в которую его родители были убиты. После, очнувшись, он обнаруживает себя полностью выздоровевшим, в машине скорой помощи. Другая группа вооружённых людей в клоунской одежде обстреливает машину. Брюс надевает костюм Бэтмена, выбирается из машины скорой помощи незамеченным и побеждает клоунов.
Бэтмен берёт полицейский мотоцикл и связывается с Гордоном с помощью радио. Он сообщает Гордону, что Брюс Уэйн жив, и что он выяснил, что задумал Джокер. Он говорит Гордону отключить подачу воды в город. Гордон связывается водохранилищем, но не получает ответа. Бэтмен направляется туда, чтобы остановить Джокера и не дать ему отравить весь город. Бэтмен вступает в короткую схватку с Джокером, побеждает его, обезоруживая, и не дает ему упасть в резервуар с ядом, несмотря на все желание отомстить Джокеру за всех людей, им убитых. Поэтому он отправляет Джокера в заключение в заново открытой клинике Аркхэм. Бэтмен встречает Гордона на крыше штаба полиции и оценивает установленный по приказу мэра прожектор с Бэт-сигналом.

## Преемственность
В то время, как история берёт начало непосредственно после «Batman: Year One», начало комикса привязано к окончанию «Batman and the Mad Monk», в котором Гордон находит склад, полный трупов.

## Критика
Реакция критиков на «The Man Who Laughs» была, в основном, положительна. Хилари Гольдштейн из IGN Comics сказала, что «комиксу не хватает гладкого повествования и искусных диалогов, как у Алана Мура в «Убийственной шутке», но это достойная повесть в череде историй про Джокера". Гольдштейн также добавила, что «Джокер Брубейкербера выглядит очень аутентично.» Гольдштейн позже определила комиксу 24 место в рейтинге 25 лучших графических романов про Бэтмена.
Дон МакФирсон из The Forth Rail высказал мнение, что «The Man Who Laughs» «лишает Джокера некоторой загадочности», но заявляет, что Брубейкер и Мэнки «запечатлили леденящую натуру безумия Джокера и жажды крови, не говоря уж об яркости Бэтмена.» МакФирсон также удивился, «как хорошо Брубейкер оживил Джима Гордона».